# Saneruarsuk Islands
Saneruarsuk Islands – grupa niezamieszkanych wysp w wodach Admiralty Inlet, pomiędzy wyspą Yeoman a brzegiem Ziemi Baffina. Administracyjnie należą do kanadyjskiego terytorium Nunavut i regionu Qikiqtaaluk.